# Çò dera Rectoria
Çò dera Rectoria és una casa amb elements gòtics i renaixentistes del poble de Vilac al municipi de Vielha e Mijaran (Vall d'Aran) inclosa a l'Inventari del Patrimoni Arquitectònic de Catalunya.

## Descripció
És un edifici força transformat, en origen era de dues plantes i ha perdut part de les obertures originals.Tot indica que el portal d'accés al clos correspon a l'arc de mig punt que compareix paredat en la font de la plaça. La porta d'entrada a la casa és producte d'una refacció, mentre que les obertures originals romanen paredades a la banda esquerra,arcs de mig punt resolts igual que el portal amb estretes dovelles; la segona obertura, més petita, podria correspondre a una finestra. Dels tres finestrals que hi havia en la segona planta, segons s'endevina pels elements que emergeixen, només se'n conserva un.Aquest és resolt amb motllures acanalades en degradació ornades en la base amb una sèrie de franges, i extradossades amb una que acaba a mitja alçada en angle recte mirant cap enfora.

## Història
El qüestionari de Francisco de Zamora parla de les cases de Vilac (1789). Abans va tenir importància el rector de Vilac (seu d'un dels primers arxiprestats de la Vall d'Aran). A l'època moderna el càrrec de rector de Vilac va estar vinculat de manera lògica als De Miquel. Així, el rector Pau de Miquel va ser un dels assessors més destacats de Gràcia de Tolba en les seves Ordenacions de la Vall (1613).